# NGC 1642
NGC 1642 је спирална галаксија у сазвежђу Бик која се налази на NGC листи објеката дубоког неба.
Деклинација објекта је + 0° 37' 8" а ректасцензија 4h 42m 54,9s. Привидна величина (магнитуда) објекта NGC 1642 износи 12,6 а фотографска магнитуда 13,3. NGC 1642 је још познат и под ознакама UGC 3140, MCG 0-12-72, CGCG 393-73, IRAS 04403+0031, PGC 15867.